# Edgar Brenchley
Edgar Brenchley, född 10 februari 1912 i Sittingbourne, död 13 mars 1975, var en brittisk ishockeyspelare.
Brenchley blev olympisk guldmedaljör i ishockey vid vinterspelen 1936 i Garmisch-Partenkirchen.